# China Open 2013 (Tennis)
Die China Open 2013 fanden vom 27. September bis 6. Oktober 2013 im Olympic Green Tenniszentrum in Peking statt. Bei den Männern waren sie ein Teil der ATP World Tour 500, bei den Damen handelte es sich um ein WTA Premier Mandatory Turnier.

## Herren
→ Qualifikation: China Open 2013 (Tennis)/Herren/Qualifikation

## Damen
→ Qualifikation: China Open 2013 (Tennis)/Damen/Qualifikation